# Gelbison
Il Gelbison (parola araba che significa montagna dell'idolo, detto anche monte Sacro) è una montagna dei monti del Cilento di 1.705 m s.l.m. situato in provincia di Salerno. È il quarto monte più alto del Cilento, preceduto dalla cima del relativamente vicino Cervati (1.899 m), dal Motola (1.743 m) e dal Faiatella (1.710 m).

## Geografia

### Posizione
Situato al centro del Parco nazionale del Cilento e Vallo di Diano, contiguo ad est con la grande area forestale di Pruno, la cima si trova nel comune di Novi Velia. Il corpo montuoso tocca anche i comuni di Cannalonga, Ceraso, Cuccaro Vetere, Futani, Laurito, Montano Antilia, Rofrano e Vallo della Lucania.
Sulla cima del monte sorge un santuario, quello della Madonna del Monte Sacro di Novi Velia, allo sommità del quale è posta una grande croce in metallo, visibile da diversi abitati del Cilento quando illuminata.
Al lato occidentale il corpo montuoso tocca l'area abitata di vari comuni (tra cui il maggiore è Vallo della Lucania), successivamente dirada in collina per poi sfociare a mare nella zona della piana di Velia.
Da questo monte si apre un gran panorama su tutta la Calabria tirrenica fino alla Sicilia e le isole Eolie a sud mentre, verso nord, sulla costiera amalfitana e sul Vesuvio. Inoltre, nelle giornate di cielo estremamente sereno, si scorge il mar Ionio e il golfo di Taranto.

### Sorgenti fluviali e monti vicini
Da questo monte sorgono il torrente Badolato (versante ovest, affluente dell'Alento), il fiume Palistro (versante sud-ovest), il torrente Bruca (versante sud), il fiume Lambro (versante sud-est), ed il Mingardo (versante est).
I monti vicinali sono il contiguo monte Scuro (1.610 m), la Tempa di Cuccaro Vetere (1.136 m), il Monte Antilia (1.316 m), ed a nord i Tuzzi di Monte Piano (1.515 m).

## Il Santuario della Madonna del Monte
Il santuario della Madonna del Monte Sacro di Novi Velia si trova sulla cima del Monte Gelbison, sul luogo di un antico insediamento sacro pagano.
Probabilmente gli Enotri eressero un tempio ad una loro divinità, in seguito identificata con Era. Quasi certamente il sito fu conosciuto al tempo dei Saraceni: infatti Gelbison sembra derivare da gebel-el-son, che in arabo significa "monte dell'idolo". Dato il suffisso "son" potrebbe trattarsi anche di un nome di derivazione germanica.

## Influenza culturale
Al suo nome si è ispirato il club calcistico di Vallo della Lucania che milita nella Serie D.